# New Orleans Challenger 2006
Il New Orleans Challenger 2006 è stato un torneo di tennis facente parte della categoria ATP Challenger Series nell'ambito dell'ATP Challenger Series 2006. Il torneo si è giocato a New Orleans negli Stati Uniti dall'11 al 17 settembre 2006 su campi in cemento.

## Vincitori

### Singolare
Cecil Mamiit ha battuto in finale  Amer Delić con il punteggio di 6–3, 7–6(1)

### Doppio
Cecil Mamiit /  Sam Warburg hanno battuto in finale  Chris Drake /  David Martin con il punteggio di 7–6(3), 6–0